# 出口贸易
出口是一個經濟學的概念，指任何實物貨品或消費品等，以船運、陸路運輸或空運方式離開生產地（出境），而運送到世界各地。出口主要是貿易和銷售活動。除了出口貨品，還有出口服務，是指由本地生產商提供給外地顧客或消費者，例如大學教育、技術轉移、影像娛樂、基金投資、人壽保險等的服務類出口 。